# タリア・バルサム
タリア・バルサム（Talia Balsam、1959年3月5日 - ）は、アメリカ合衆国の女優。

## 出演作品
- ワース 命の値段
- ソプラノズ ニューアークに舞い降りたマフィアたち
- MAD MEN　マッドメン シーズン5（モナ・スターリング）
- ＨＯＭＥＬＡＮＤ シーズン2（シンシア・ウォルデン）
- ナース・ジャッキー3
- 抱きたいカンケイ
- フラッシュフォワード
- MAD MEN　マッドメン シーズン3（モナ・スターリング）
- MAD MEN　マッドメン シーズン2（モナ・スターリング）
- MAD MEN　マッドメン シーズン1（モナ・スターリング）
- オール・ザ・キングスメン
- LAW & ORDER　クリミナル・インテント シーズン5
- マダム・プレジデント 星条旗をまとった女神
- 小さな恋のものがたり
- イントゥ・ザ・ファイア
- WITHOUT A TRACE／FBI 失踪者を追え！ シーズン3（マリア・マローン）
- WITHOUT A TRACE／FBI 失踪者を追え！ シーズン2（マリア・マローン）
- WITHOUT A TRACE／FBI 失踪者を追え！ シーズン1（マリア・マローン）
- サード・ウォッチ／ＮＹ事件ファイル　第4シリーズ
- アリー・ｍｙラブ 2nd Season
- プロファイラー２／犯罪心理分析官
- LAW & ORDER　ロー＆オーダー シーズン6
- 女弁護士ダイアナ／愛と罪のはざま
- サイバー・コンパニオン
- LAW & ORDER　ロー＆オーダー シーズン3
- インモラル・ハンター／ブルーネット連続暴行事件
- Ｐ.Ｉ.／プライベート・インベスティゲーション
- ウー・ウー・キッド
- セクシャル・ファーム/殺しの代理人
- キンドレッド
- クロールスペース
- ゴースト・アーミー／怨霊部隊
- 青春の祈り／司祭への道
- 妖精コマネチ・炎の青春
- ファミリー・タイズ
- サニーサイド／出口なき青春
- 青春のモザイク
- のろわれた美人学生寮（アリソン）
- 続・大都会の青春
- エレメンタリー ホームズ＆ワトソン